# Ali Bouziane
Pour les articles homonymes, voir Bouziane.
Ali Bouziane, né le 25 mars 1977 à Boufarik, en Algérie est un joueur puis entraîneur franco-algérien de basket-ball. Il évolue au poste de meneur ,.

## Biographie
À l'âge de 13 ans, il quitte son club formateur de Moissac-Castelsarrasin Basket-Ball.
Ali Bouziane intègre l'équipe de France juniors de basket-ball dès 1994 avant d'opter par la suite pour le maillot de l'équipe nationale d'Algérie, dont il est de nombreuses années le meneur.
Véritable combo guard, Ali Bouziane peut jouer sur les deux postes arrière. Agressif dans les duels, il a également une bonne vision du jeu et une réelle capacité de création. Ali Bouziane participe à la CAN (Coupe d'Afrique des Nations) 2001, 2005, 2007 avec l'Algérie, la qualifiant pour le Mondial 2002 à Indianapolis. Compétition que l'arrière ne dispute pas car la FIBA s'y oppose en raison de son passé sous le maillot tricolore dans les catégories de jeunes.
Le 17 décembre 2009, à 31 ans et après 14 années au plus haut niveau, il rejoint son club formateur qui évolue en Promotion Excellence. Il emmène son équipe en playoffs et jusqu'à la finale régionale. Auteur de 32 points, Ali Bouziane est nommé MVP de cette finale malgré la défaite de son équipe 85 à 82 contre Auch 2.

## Carrière entraîneur
- 2015-2017 : assistant U18 France [4]
- 2017-2018 : entraîneur des espoirs de l’AS Monaco et responsable technique du centre de formation
- 2019-2021 : Assistant U20 France et Responsable du Centre de formation de l'Élan Chalon[5]
- 2022-2024 : Étoile Angers Basket

## Palmarès

### En club
- Championnat de France  Pro B  avec (Toulouse Spacer's) en 1996
- Finaliste du Coupe de France avec (BCM Gravelines) en 2003
- Vice-Championnat de France  avec (BCM Gravelines) en 2004
- Vainqueur de la Coupe de Pologne avec ( Gdynia) en 2006 [6]
- Vainqueur de la Coupe de France avec (Dijon) en 2006
- Vainqueur de la Match des champions avec (Dijon) en 2006
- Vainqueur de la coupe du Tarn et Garonne 2011

### Sélection nationale
- 5e du championnat d'Europe avec l'Equipe de France junior en 1994
- Championnat Maghrébin des Nations 2000
- Finaliste du championnat d'Afrique 2001 (Maroc)
- 4e au Championnat d'Afrique 2005 (Algérie)
- Vainqueur de la Coupe arabe des nations : 2005 (Arabie saoudite)
- 7e aux Jeux méditerranéens  2005 (Espagne)

### Distinctions individuelles
- Participation au All Star Espoir en 1996 et 1998
- MVP du championnat d'Afrique 2001

## Palmarès entraîneur
- Vainqueur de la Leaders Cup Pro B 2023
- Vainqueur de la Coupe arabe des nations : 2025 (Bahreïn)